# Conidiobolus undulatus
Conidiobolus undulatus är en svampart som beskrevs av Drechsler 1957. Conidiobolus undulatus ingår i släktet Conidiobolus och familjen Ancylistaceae.   Inga underarter finns listade i Catalogue of Life.